# Phare de la Maison du Gouverneur
Le phare de la Maison du Gouverneur est un phare actif situé à Nassau dans le district de New Providence, aux Bahamas. Il est géré par le Bahamas Port Department.

## Histoire
La balise se trouve sur le toit du bâtiment du Gouverneur général des Bahamas, proche du front de mer.

## Description
La maison est peinte en rose et la balise se trouve dans la structure carrée sur la pointe du toit. Il émet, à une hauteur focale de 37 m, un éclat rouge  par période de 3 secondes. Sa portée est de 10 milles nautiques (environ 19 km).
Identifiant : ARLHS : BAH-019 - Amirauté : J4658 - NGA : 110-12096 .
|                |
| New Prodidence |

|                         |
| La Maison de Gouverneur |

### Lien connexe
- Liste des phares des Bahamas